# Пшоване

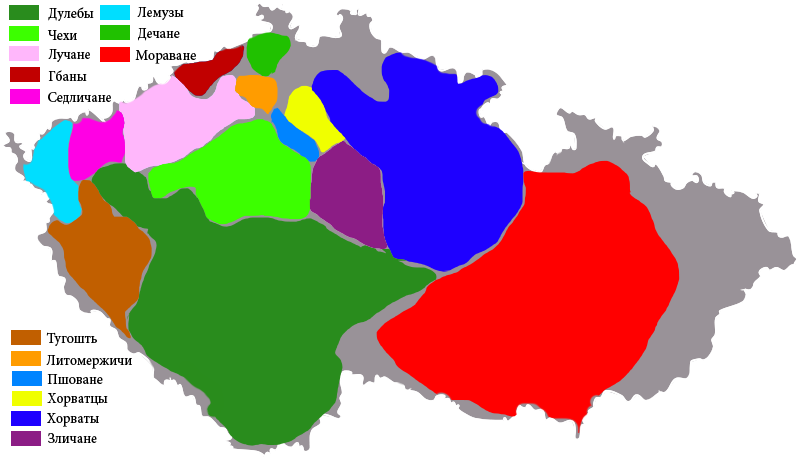
Местоположение средневековых чешских племён в границах современного государства Чехия.

Пшоване, Псоване (чеш. Pšované, пол. Pszowianie) — западнославянское племя IX—X веков, которое являлось фракцией полабских сербов, ранее проживавших в Чешской долине при слиянии Влтавы и Эльбы (около сегодняшнего Мельника). Их основные племенные крепости: Пшов, который был расположен на реке Пшовка, правом притоке Эльбы, Старый Болеслав и Приборы. Название племени относится либо к названию замка, либо к названию реки.
Соседями псован на западе было племя чехов, на востоке и северо-востоке — чешские хорваты, на северо-западе — Литомеричи.
Согласно Кристиановой легенде, одним из князей пшован был Славибор, чья дочь Людмила была женой Борживоя I.